# Derendingen
Derendingen är en ort och kommun i kantonen Solothurn, Schweiz. Kommunen hade 7 008 invånare (2023).